# Fliura Bulatowa

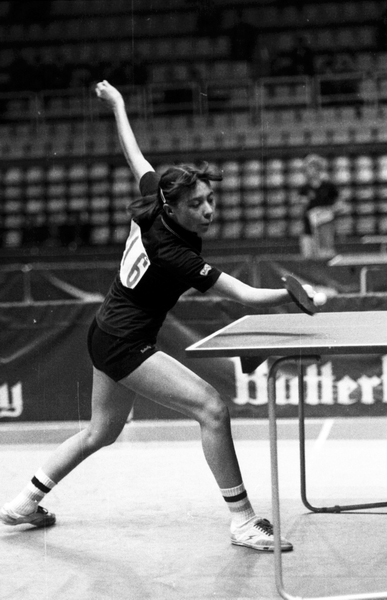
Fliura Bulatowa 1984

Fliura Bulatowa (* 9. Juli 1963 in Taschkent) ist eine in Usbekistan gebürtige italienische Tischtennisspielerin. Bis einschließlich 1989 spielte Bulatowa für UdSSR. Sie gewann die Europameisterschaft einmal im Einzel und zweimal im Doppel.

## Jugend
Fliura Bulatowa wuchs in Taschkent auf, wo sie mit 10 Jahren erstmals Tischtennis spielte. Gefördert wurde sie von dem Freizeittrainer  Anatoli Laptev. Bulatova war Abwehrspielerin. 1976 gewann Bulatowa die Mädchen-Meisterschaft von Usbekistan. Im gleichen Jahr wurde ihr der erfahrene Profitrainer Michail Schmuckler zugeteilt. 1977 qualifizierte sie sich für die Jugendmeisterschaft der UdSSR. 1978 siegte sie mit der UdSSR-Mannschaft bei der Jugend-Europameisterschaft in Barcelona. Danach wurde Stanislav Gomozkov ihr Trainer. Bei den folgenden Jugend-Europameisterschaften war sie erneut erfolgreich: 1979 Sieg mit der Mannschaft, 1980 Silber im Doppel (mit Elena Sidorova) und Gold mit der Mannschaft, 1981 Europameisterin im Einzel und Sieg mit der Mannschaft.

## Erwachsene
1979 wurde Bulatowa erstmals für die Weltmeisterschaft nominiert. Für die UdSSR startete sie noch an den vier folgenden Weltmeisterschaften: WM 1981, WM 1983, WM 1985 und WM 1987, konnte hierbei aber keine Medaillen holen.
Beim Europäischen Ranglistenturnier Europe TOP-12 belegte sie 1986 und 1988 Platz eins. Mehrere Medaillen gewann sie bei den Europameisterschaften: 1980, 1984 und 1988 siegte sie mit der sowjetischen Mannschaft. 1982 gewann sie den Titel im Doppel mit Inna Kowalenko, 1984 belegte sie Platz 2 im Einzel, 1986 Silber im Einzel und Gewinn des Doppels (mit Elena Kovtun), 1988 Europameisterin im Einzel und Platz 2 im Doppel (mit Elena Kovtun).
1988 nahm sie mit der UdSSR an den Olympischen Spielen teil.

## Italien
1989 übersiedelte Bulatowa nach Italien. Ab 1994 war sie spielberechtigt für dieses Land, für das sie 1994 und 1996 bei den Europameisterschaften, 1995 bei der Weltmeisterschaft und 1996 bei den Olympischen Spielen startete. Mit dem Verein A.S.TT Vittoria nahm sie 1990/91 am Europapokal teil, 1996 und 1997 gewann sie die italienische Meisterschaft im Einzel und Doppel.

## Privat
Bulatowa ist die Tochter eines Lehrerehepaares. Sie studierte Philosophie an der Universität von Taschkent. Nach ihrer Heirat trat sie unter dem Namen Bulatowa-Abbate auf.

## Turnierergebnisse
| Verband | Turnier                               | Jahr | Ort          | Land | Einzel           | Doppel        | Mixed        | Team |
| ------- | ------------------------------------- | ---- | ------------ | ---- | ---------------- | ------------- | ------------ | ---- |
| ITA     | Europameisterschaft                   | 1996 | Bratislava   | SVK  | letzte 16        | Viertelfinale |              |      |
| ITA     | Europameisterschaft                   | 1994 | Birmingham   | ENG  | letzte 16        |               |              |      |
| URS     | Europameisterschaft                   | 1988 | Paris        | FRA  | Gold             | Silber        |              | 1    |
| URS     | Europameisterschaft                   | 1986 | Prag         | TCH  | Silber           | Gold          |              | 2    |
| URS     | Europameisterschaft                   | 1984 | Moskau       | URS  | Silber           | Viertelfinale |              | 1    |
| URS     | Europameisterschaft                   | 1982 | Budapest     | HUN  | Viertelfinale    | Gold          |              |      |
| URS     | Europameisterschaft                   | 1980 | Bern         | SUI  |                  |               |              | 1    |
| URS     | Jugend-Europameisterschaft (Kadetten) | 1978 | Barcelona    | ESP  |                  |               |              | 1    |
| URS     | Jugend-Europameisterschaft (Junioren) | 1981 | Topolcany    | TCH  | Gold             |               |              | 1    |
| URS     | Jugend-Europameisterschaft (Junioren) | 1980 | Poznań       | POL  |                  | Silber        |              | 1    |
| URS     | Jugend-Europameisterschaft (Junioren) | 1979 | Roma         | ITA  |                  |               |              | 1    |
| ITA     | EURO-TOP12                            | 1995 | Dijon        | FRA  | Scratched        |               |              |      |
| ITA     | EURO-TOP12                            | 1994 | Arezzo       | ITA  | 5                |               |              |      |
| URS     | EURO-TOP12                            | 1989 | Charleroi    | BEL  | 12               |               |              |      |
| URS     | EURO-TOP12                            | 1988 | Ljubljana    | YUG  | 1                |               |              |      |
| URS     | EURO-TOP12                            | 1987 | Basel        | SUI  | 3                |               |              |      |
| URS     | EURO-TOP12                            | 1986 | Sodertalje   | SWE  | 1                |               |              |      |
| URS     | EURO-TOP12                            | 1985 | Barcelona    | ESP  | 5                |               |              |      |
| URS     | EURO-TOP12                            | 1984 | Bratislava   | TCH  | 5                |               |              |      |
| URS     | EURO-TOP12                            | 1983 | Cleveland    | ENG  | 2                |               |              |      |
| ITA     | Mittelmeer-Spiele                     | 1997 | Bari Taranto | ITA  | Gold             | Silber        |              |      |
| ITA     | Mittelmeer-Spiele                     | 1993 | Meze         | FRA  | Gold             | Gold          |              |      |
| ITA     | Olympische Spiele                     | 1996 | Atlanta      | USA  | sofort ausgesch. | keine Teiln.  |              |      |
| URS     | Olympische Spiele                     | 1988 | Seoul        | KOR  | 5                | 6             |              |      |
| ITA     | Pro Tour                              | 1996 | Bolzano      | ITA  |                  | Viertelfinale |              |      |
| ITA     | Weltmeisterschaft                     | 1995 | Tianjin      | CHN  | letzte 32        | letzte 32     | letzte 128   | 18   |
| URS     | Weltmeisterschaft                     | 1987 | New Delhi    | IND  | letzte 16        | letzte 16     | keine Teiln. | 6    |
| URS     | Weltmeisterschaft                     | 1985 | Göteborg     | SWE  | letzte 16        | letzte 32     | letzte 32    | 5    |
| URS     | Weltmeisterschaft                     | 1983 | Tokio        | JPN  | letzte 64        | letzte 16     | letzte 16    | 4    |
| URS     | Weltmeisterschaft                     | 1981 | Novi Sad     | YUG  | letzte 16        | keine Teiln.  | letzte 16    | 4    |